# Adalbert
Adalbert, Adelbert – imię męskie pochodzenia germańskiego. Wywodzi się od słów oznaczających adal (ród szlachecki) i beraht (jasny, błyszczący), oznaczało „pochodzącego ze szlachetnego rodu”. Występuje w wielu odmianach, np.: Albert, Olbracht.
Żeński odpowiednik: Adalberta
Adalbert imieniny obchodzi: 23 kwietnia, 11 maja, 20 czerwca i 25 czerwca (jako wspomnienie św. Adelberta, zm. 714).

## Znane osoby o tym imieniu
- Adalbert z Magdeburga (zm. 981) – święty, pierwszy arcybiskup Magdeburga (wspomnienie 20 czerwca)
- święty Wojciech (który otrzymał imię Adalbert podczas bierzmowania) (ok. 956–997) – święty, biskup Pragi, męczennik (wspomnienie 23 kwietnia na Wojciecha)
- Adalbert z Uzès – biskup Nîmes w okresie rozwoju kataryzmu
- Adalbert Lotaryński (1000–1048) – pierwszy książę Lotaryngii z dynastii Châtenois
- Adelbert von Chamisso (1781–1838) – niemiecki poeta, przyrodnik i podróżnik
- Edward Adelbert Doisy (1893–1986) – amerykański biochemik, laureat Nagrody Nobla w roku 1943
- Adelbert Schulz (1903–1944) – oficer Wehrmachtu
- Wojciech Korfanty (1873–1939) – polski przywódca narodowy na Górnym Śląsku, urodzony jako Adalbert Korfanty.
- Wojciech Kętrzyński (1838–1918) – polski historyk, urodzony jako Adalbert von Winkler.

## Odpowiedniki w innych językach
- angielski – Adalbert
- czeski – Adalbert
- esperanto – Adalberto
- hiszpański – Adalberto, Edilberto
- holenderski – Adalbert, Adelbert
- niemiecki – Adalbert, Adelbert
- polski – Wojciech
- słowacki – Adalbert
- węgierski – Adalbert
- włoski – Adalberto, Adelberto